# Amphisbetia rectitheca
Amphisbetia rectitheca är en nässeldjursart som först beskrevs av James Cunningham Ritchie 1907.  Amphisbetia rectitheca ingår i släktet Amphisbetia och familjen Sertulariidae. Inga underarter finns listade i Catalogue of Life.